# ساری‌کچیلی (جیحان)
ساری‌کچیلی (به ترکی استانبولی: Sarıkeçili) یک منطقهٔ مسکونی در ترکیه است که در جیحان واقع شده‌است.